# Manfred Minnich
Manfred Minnich (* 12. Dezember 1923 in Fischbach (Saar); † 17. August 1985 ebenda) war ein deutscher Trompeter, Komponist, Arrangeur und Dirigent. Er gründete das SR Tanzorchester und war bis 1964 dessen leitender Dirigent. Minnich war auch unter verschiedenen Pseudonymen bekannt, darunter „Boris Schoska“, „George Potella“ und „George Winters“.

## Biografie
Minnich frühes Leben ist nicht gut dokumentiert. Schon in jungen Jahren zeigte sich sein Talent für Musik, insbesondere für die Trompete, die zu seinem Hauptinstrument wurde. Später erweiterte Minnich sein Repertoire in der Musikbranche und trat als Komponist in Erscheinung, was zur Gründung des SR-Tanzorchesters führte.
Er war vor allem Trompeter, arbeitete aber auch als Dirigent, Komponist und Arrangeur. Er trug wesentlich zur Musikszene im Nachkriegsdeutschland bei und war in verschiedenen Gruppen aktiv, am bekanntesten als Gründer des SR-Tanzorchesters, wo er bis 1964 spielte und dirigierte. Darüber hinaus war er Teil mehrerer anderer Orchester, darunter das Orchester David Summerfield, das Orchester Manfred Minnich, das Orchester Michael Coster, The George Winters Band, The George Winters Orchestra und The Manfred Minnich String Orchestra.
1963 übergab er die Leitung des SR-Tanzorchesters an Eberhard Pokorny, blieb jedoch als Musikredakteur aktiv und behielt einen Einfluss in der Musikszene. Minnichs erfolgreichstes Stück ist „No More“, das in verschiedenen Medien verwendet wurde, darunter in populären Videospielen wie Roblox und in bekannten Kinderzeichentrickserien wie SpongeBob Schwammkopf.

## Hörspiele (Auswahl)
Als Komponist
- 1955: Klaus L. Graeupner: Die Ballade von Kunibert – Regie: Peter Arthur Stiller (Kurzhörspiel – Radio Saarbrücken)
- 1956: Walter Kolbenhoff: Am Ende der Straße – Regie: Peter Arthur Stiller (Hörspiel – SR)
- 1956: Lester Powell: Dame im Nebel (8 Teile) – Regie: Albert Carl Weiland (Original-Hörspiel, Kriminalhörspiel – SR)
- 1956: Hans Hömberg: Japanesisches Traumspiel – Regie: Peter Arthur Stiller (Originalhörspiel – SR)
- 1957: Lester Powell: Die Dame ist blond (8 Folgen) – Regie: Albert Carl Weiland (Originalhörspiel, Kriminalhörspiel – SR)
- 1959: Lester Powell: Die Dame mit den grauen Löckchen (8 Teile) – Regie: Albert Carl Weiland (Originalhörspiel, Kriminalhörspiel – SR)
- 1960: Lester Powell: Die Dame filmt (8 Folgen) – Regie: Albert Carl Weiland (Originalhörspiel, Kriminalhörspiel – SR)
- 1962: Lester Powell: Die Dame schreibt (8 Teile) – Regie: Albert Carl Weiland (Originalhörspiel, Kriminalhörspiel – SR)
- 1962: Hans Hömberg: Das Roß der fröhlichen Lerche – Bearbeitung und Regie: Jörg Franz (Originalhörspiel – SR)
- 1962: Wolfgang Altendorf: Der Kraptaken-Zipfel – Regie: Jörg Franz (Originalhörspiel – SR)
- 1962: Rainer Puchert: Manöver – Regie: Miklos Konkoly (Hörspiel – SR)
- 1964: Lester Powell: Die vielgeliebte Dame (6 Teile) – Regie: Albert Carl Weiland (Originalhörspiel, Kriminalhörspiel – SR)
- 1971: Lester Powell: Die Dame ist leichtfertig (5 Teile) – Regie: Albert Carl Weiland (Originalhörspiel, Kriminalhörspiel – SR)

Quelle: ARD-Hörspieldatenbank

## Diskografie
- 1970: Orchester Gerhard Narholz, Orchester Manfred Minnich – Tanz-Express, Tip Schallplattenproduktion
- 1970: The Manfred Minnich String Orchestra, Studio One
- 1971: Retro Things With Strings – Manfred Minnich
- 1973: Music For Dancing, Karussell[4]
- 1973: Orchester Manfred Minnich/Orchester Herbert Küster – Mitternachtsparty, Karussell
- The Manfred Minnich Orchestra/The Gerhard Narholz Orchestra, Studio One
- Orchester Manfred Minnich/Ernst Bogenhaus, Europhon
- Orchester Manfred Minnich, Orchester Rick Lane – Tanzparty, Tyrolis
- The Manfred Minnich String Orchestra, Studio One